# Molen van Leyssen
De Molen van Leyssen of Leyssenmolen is een windmolen in de Belgische gemeente Overpelt.

## Geschiedenis
De molen werd in 1902 gebouwd in Overpelt door de molenaarsfamilie Leyssen, verwant met de familie Leyssen van de Bemvoortse Molen in Overpelt. De molen is een bovenkruier. De molen werd gebruikt voor het malen van granen. In 1966 kocht de gemeente Overpelt de molen en liet hem restaureren. Tien jaar later werd hij echter aan een particulier verkocht, en ingericht als woning.

## Opmerking
De molen mag niet verward worden met de Leyssensmolen, die zich in de Lommelse woonkern Kattenbos bevindt.
- Inventaris van het Bouwkundig Erfgoed (Vlaanderen): 80381

- Inventaris van het Bouwkundig Erfgoed (Vlaanderen): 80381